# Hemingway and Gellhorn
Pour plus de détails, voir Fiche technique et Distribution.
Hemingway and Gellhorn est un téléfilm réalisé par Philip Kaufman diffusé en 2012. Il s'agit d'une biographie romancée, produite pour la télévision par HBO, relatant la vie de la correspondante de guerre et journaliste américaine Martha Gellhorn et celle de son mari écrivain américain Ernest Hemingway.
Il est présenté hors compétition et pour la première fois à l'occasion du Festival de Cannes, le 25 mai 2012, repoussant ainsi de trois jours sa sortie américaine, sur HBO.

## Synopsis
Martha Gellhorn, âgée, raconte sa vie lors d'une interview.
En 1936, ils se voient pour la première fois à l'occasion d'une rencontre fortuite dans un bar à Key West en Floride. Ils se rencontrèrent de nouveau un an après en Espagne, dans le même hôtel Florida à Madrid et au même étage, alors que tous deux couvraient l'actualité de la guerre civile espagnole, en qualité de correspondants de guerre pour la presse américaine, lui pour la "NANA" - North American News Association -
, elle pour le "Collier's Weekly".
Au début, Gellhorn résiste aux avances romantiques du célèbre auteur mais durant un raid aérien, tous deux se retrouvent seuls, pris au piège dans la même chambre. Sans pouvoir surmonter leurs désirs respectifs, ils deviennent amants. Ils restent en Espagne jusqu'en 1939. En 1940, Hemingway divorce de sa seconde femme Pauline Pfeiffer, pour épouser 3 semaines plus tard Martha Ellis Gellhorn. Il rend hommage à Gellhorn pour l'avoir inspiré dans l'écriture de son roman Pour qui sonne le glas (1940), en le lui dédicaçant,.
Au fil du temps, Gellhorn devient de plus en plus en vue, succès qu'elle ne doit qu'à son seul mérite et qui est à l'origine de certaines jalousies[réf. nécessaire] de carrière et d'un machisme de plus en plus insupportable.
L'histoire se termine , lui, continuant à s'abîmer un peu plus dans l'alcool à Key West; elle, en partance pour couvrir un autre conflit. En 1945, Gellhorn sera la seule des quatre femmes d'Hemingway à lui demander le divorce,.

## Fiche technique
- Titre français : Hemingway and Gellhorn
- Titre original : Hemingway & Gellhorn
- Réalisation : Philip Kaufman
- Scénario : Jerry Stahl, Barbara Turner
- Musique : Javier Navarrete
- Photographie : Rogier Stoffers
- Direction artistique :Nanci Noblett
- Décors : Geoffrey Kirkland
- Décoration Plateau : Jim Erickson
- Costumes : Ruth Myers
- Montage : Walter Murch
- Sociétés de production : HBO
- Producteurs : Peter Kaufman, Trish Hoffman, James Gandolfini, Alexandra Ryan, Barbara Turner
- Pays de production : États-Unis
- Format :
- Genre : drame biographique, romance
- Langue originale : anglais
- Budget : 14 millions de dollars
- Durée : 167 minutes
- Dates de sortie/diffusion : 
  - France : 25 mai 2012 (avant-première au festival de Cannes)
  - États-Unis : 28 mai 2012 (1re diffusion sur HBO)

## Distribution
- Nicole Kidman (VF : Danièle Douet) : Martha Gellhorn
- Clive Owen (VF : Julien Kramer) : Ernest Hemingway
- Rodrigo Santoro (VF : Benjamin Penamaria) : Paco Zarra
- Lars Ulrich (VF : Tanguy Goasdoué) : Joris Ivens
- David Strathairn (VF : Jean-Luc Kayser) : John Dos Passos
- Robert Duvall (VF : Richard Leblond) : général Petrov
- Tony Shalhoub (VF : Michel Papineschi) : Mikhail Koltsov
- Parker Posey (VF : Stéphanie Lafforgue) : Mary Welsh Hemingway
- Molly Parker (VF : Odile Cohen) : Pauline Pfeiffer
- Santiago Cabrera (VF : Félicien Juttner) : Robert Capa
- Peter Coyote (VF : Jean Barney) : Maxwell Perkins
- Joan Chen (VF : Jade N'Guyen) : Madame Chiang
- Jeffrey Jones (VF : Michel Prud'homme) : Charles Colebaugh
- Diane Baker : Mrs. Gellhorn
- Mark Pellegrino (VF : Philippe Vincent) : Max Eastman
- Saverio Guerra (VF : Nessym Guetat) : Sydney Franklin
- Steven Wiig : Simo Häyhä
- Antony Brandon Wong (VF : Philippe Valmont) : Chou en-laï
- Erik Schneider (VF : Nikita Gouzovski) : Brooklin
- Keone Young (VF : Bing Yin) : M. Ma
- Malcolm Brownson (VF : Christian Pélissier) : Orson Welles
- Logan Petrin : John alias "Bumby", alias Jack, Ier fils d'Hemingway

## Production

### Genèse et développement
Des années plus tôt, Barbara Turner écrit un script de 265 pages sur Hemingway et Gellhorn et le propose à Philip Kaufman, qui le refuse même s'il pense qu'il y a matière à un scénario intéressant, ce n'était pas le film qu'il avait envie de faire. Il s'est plus tard senti concerné et quand HBO lui a dit qu'ils voulaient le faire, il a apporté le script à Jerry Stahl et ils ont passé près de 2 ans à bâtir l'histoire d'amour. Tout s'est accéléré avec la venue de Nicole et de Clive.
« Qui prend comme sujet de film, une histoire d'amour ? Nous avons fait une grande histoire d'amour. Qui ferait ça de nos jours ? » a déclarait Philip Kaufman lors d'une interview.
Ce film, marque pour Philip Kaufman, cinéaste de San Francisco, son retour à la réalisation, après 8 ans d’absence. Collaborer avec HBO, chaine américaine de télévision payante et société productrice du film, a permis à Philip Kaufman d'avoir une liberté qu'il n'aurait pas eue avec d'autres sociétés de productions de films et une sortie en salle, sur grand écran. Il nous fait alors réfléchir en nous demandant combien sont les sociétés de production à vouloir prendre un risque financier sur un film dont le thème est une histoire d'amour.
Le réalisateur explique son intérêt pour Hemingway, comment adolescent, tous les gens de sa génération ont étudié ces écrits et qu'il était important, structurant de le lire.
Il avait le don de formuler la phrase parfaite et comme une sorte d'acupuncteur, il pouvait à l'endroit précis, exciter vos sens. Il était fort pour cela. Il a influencé bon nombre d'écrivains. Mailer, Nelson Algren, John O'Hara, J.D. Salinger qui ont eu une entière admiration, fascination, apparaissant dans leurs correspondances respectives.
Philip Kaufman ajoute qu'il a été séduit par le fait qu'il n'était pas un écrivain formaté par l'université. Il a commencé par être un rédacteur sportif et aimait être dans l'action...Il y a comme une urgence, dans son style d'écriture, une immédiateté qu'il savait transmettre et que vous ne retrouvez pas chez les autres auteurs.
Le style journalistique de Gellhorn a été définitivement influencé par Hemingway. Le thème sous-jacent du Truc, c'est comme l’appelle Philip Kaufman, « le Code Hemingway - calme sous la pression - » expression qui nous vient d' Hemingway. Dans leur scénario, c'est Gellhorn qui emporte le Code Hemingway avec elle, à la fin, elle le maîtrise, elle devient le porteur du Code Hemingway alors que lui, s'abîme dans l’alcool. Certains jours, il était comme Jakes Barnes, le protagoniste dans Le soleil se lève aussi, quelqu'un qui, « n'en pouvant plus, ne peut plus tenir sa canne à pêche ».
Sur sa connaissance de Gellhorn, Philip Kaufman précisera qu'il l'a malheureusement peu connue. Elle a été une véritable et grande correspondante de guerre. Elle avait l'odeur et la sensation de la guerre et savait vous mettre dans l'ambiance. Elle a été une porte-parole pour la défense d'un journalisme sans aucun parti pris, axé sur le témoignage de la seule réalité des événements comme Edward R. Murrow or Walter Cronkite. C'était vraiment ce travail qui l'a fait se distinguer des autres. Et d'ajouter que Chez Gellhorn, il y a de la colère remplie de compassion, remplie de vitalité.
Une feuille de route du projet avait été soumise aux producteurs de HBO qui, séduits avaient donné leur feu-vert. Mais ils souhaitaient en savoir davantage avant un engagement définitif. Aussi lors du lancement de la réécriture du scénario avec Jerry Stahl, sur les bases du scénario de Barbara Turner, Il a parallèlement, mandaté Pat Ranahan pour qu'il fouille la Bay Area californienne et ses environs à la recherche des sites de tournage pouvant satisfaire aux scènes en Espagne, à Key West, à Cuba, en Finlande, à Hong Kong, en Chine, à New York et à Londres. Il a aussi fait appel aux studios de Phil Tippett pour qu'ils développent le concept d'incrustation d'acteurs dans des archives cinématographiques.
Quelques mois plus tard, après avoir retenu une salle de projection au Centre Digital Letterman de San Francisco, Philip Kaufman a apporté , d'une part, la preuve, par l'image, de la faisabilité du concept d'incrustations appelè, alors l'effet invisible, et démontré, d'autre part, que le film pouvait se tourner en grande partie, en Californie, et qu'il avait trouvé, enfin, les deux acteurs principaux : Nicole Kidman dans le rôle de Gellhorn et Clive Owen dans le rôle de Hemingway.
Il obtint alors des producteurs de HBO, un budget situé entre 15 et 18 millions de dollars qui lui permit de lancer définitivement le projet du film Hemingway & Gellhorn.

### Scénario
Martha Gellhorn n'a jamais accordé, de son vivant, d'interviews sur cette époque de sa vie. Aussi les scénaristes se sont inspirés de sa riche et passionnante correspondance qu'ils avaient tenue ensemble, pour en extraire des dialogues ayant une certaine cohérence. Quand elle a couvert l'invasion soviétique en Finlande, elle lui écrivait à Cuba, « Nous ne nous quitterons plus jamais, jamais. » lui avait-elle écrit. En général, beaucoup de dialogues sont hors de leur contexte d'écriture. Mais dans le film, nous voyons la vieille Martha Gellhorn qui semble aimer ni le sexe ni l'amour puis nous allons dans le passé et découvrons la relation passionnante qu'ils ont eue.
Ainsi, beaucoup de dialogues viennent de leurs correspondances et de leurs écrits. Même les livres d'Hemingway ont été source d'inspirations. La scène où ils mangent du cresson vient du livre Pour qui sonne le glas. Les dialogues reflètent essentiellement et réellement la vision que Martha avait pour Ernest. Philip Kaufman ajoute que certains de ses fameux dialogues comme « Monte sur le ring », « Montre nous de quoi tu es fait », transformé pour les besoins de la scène en « Commence à balancer des crochets pour ce en quoi tu crois », sont issus de ces propres écrits. Et que Clive Owen était en mesure de les interpréter,.
Philip Kaufman précise l'importance du travail de Jerry Stahl dans l'élaboration finale du scénario pour lequel il a composé l'ensemble des dialogues. Ayant travaillé de concert avec Barbara Turner, initiatrice du scénario original, ils en sont coauteurs et partageront les honneurs des prix qui leur seront décernés,.

### Attribution des rôles
Nicole Kidman est présentée à Philip Kaufman, lors de la cérémonie de la Pose de la première pierre pour la construction d'un centre destiné à la prévention de la violence dans la cellule familiale, à San Francisco. L'actrice lui demande alors quel était l'objet de ses projets actuels. Philip Kaufman lui avait répondu qu'il travaillait à l'élaboration d'un scénario relatif à l'histoire d'amour entre Hemingway et Gellhorn. Bien qu'ils ne se soient jamais rencontrés auparavant, ils connaissaient tout de leurs carrières respectives. Deux jours plus tard, elle l'appela, après la lecture du scénario dont il ne sait pas encore par quelle voie elle se l'était procuré parce qu'il n'avait pas encore reçu l'autorisation de diffusion, lui disant qu'elle voulait, impatiente et excitée, absolument faire ce film, qu'elle y mettrait tout le temps nécessaire mais qu'elle voulait le rôle.
Clive Owen est suggéré au réalisateur, par l'intermédiaire d'un grand avocat de Los Angeles. Trois semaines plus tard, ce dernier l'appela de Londres lui disant qu'il était définitivement intéressé mais qu'il était momentanément pris par d'autres engagements. C'est la raison essentielle pour laquelle ils ont repoussé la production du film, HBO était d'accord pour attendre une année supplémentaire.
En revanche, Philip Kaufman a engagé un nouveau pour incarner Joris Ivens, cinéaste hollandais, qui, aidé par Hemingway, Gellhorn, John Dos Passos et le photo-reporter Robert Capa filma son fameux documentaire sur le combat contre le fascisme dans l'Espagne de 1936, nommé "This Spanish Earth" ("Cette terre espagnole"). Il s'agit de Lars Ulrich, le batteur du groupe Metallica qu'il a rencontré à San Francisco par le biais de Sean Penn, à l'occasion d'une lecture de scénario, quelques années auparavant.
Il les avait aidés à finir la lecture et son interprétation leur avait fait grande impression. Ils avaient vu chez Ulrich, toutes les qualités que tout acteur débutant doit avoir : humilité et impatience d'apprendre. Lars Ulrich avait dit combien la littérature avait inspiré bon nombre des chansons de Metallica et qu'il partageait cette passion avec Philip Kaufman.
Lars Ulrich avait ajouté qu'il avait pris son engagement très au sérieux, allant jusqu'à étudier la différence de prononciation entre le hollandais et le danois, pour savoir comment un Hollandais prononcerait le texte en anglais. Cette rigueur est un trait de son caractère.
Pour le reste des acteurs, il a retenu des personnes avec lesquelles il avait déjà travaillé comme David Strathairn, Robert Duvall et Brooke Adams. Il a aussi fait appel à des amis acteurs, parmi lesquels Joan Chen et Peter Coyote, Tony Shalhoub : le mari de Adams, Larry Tse : le propriétaire d'un restaurant et sa femme, Angela Tse : la secrétaire de Philip Kaufman. Les autres proviennent pour une petite partie des relations de ces derniers comme la nièce des Tse : Nicole Tse; Sara Kliben : la directrice du Casting et Octavio Kaufman : le fils de Peter (le frère du réalisateur), issu de son premier mariage.

### Mise en scène

#### Organisation scénique
Réalisateur du film L'insoutenable légèreté de l'être, Philip Kaufman a souhaité, là aussi, rendre hommage à la corporation des Correspondants de guerre. Alors que, dans le film "L'insoutenable légèreté de l'être", il incorpore des images d'archives en noire et blanc qui retrace les événements du Printemps de Prague de 1968. Dans Hemingway and Gellhorn, il insère également, des images d'archives cinématographiques, en sépia et en noire et blanc, illustrant notamment des scènes de combats de rue et des bombardements Nationalistes sur des positions tenues par les Républicains.
Mais Philip Kaufman cherche à aller plus loin dans la créativité et avec l'aval de HBO, cherche un studio technique susceptible de prendre en charge les nouveaux effets spéciaux qu'il cherche à réaliser. Il se rapproche des studios de San Francisco de Phil Tippett qui accepte de développer une méthode menant au résultat attendu. Ainsi, le technicien Chris Morley, l’éditeur Walter Murch et Philip Kaufman travaillent de concert et dans leurs domaines respectifs pour aboutir au procédé auquel il donne pour nom l'"Effet invisible" ou the nesting system.
Ainsi, utilisé pour la première fois dans le film Hemingway and Gellhorn, ce procédé permet, sans aucune coupure entre les scènes, de faire interagir des acteurs dans des films d'archives tournés en sépia ou en noir et blanc. Une fois le montage effectué, le résultat final fait apparaitre dans une des scènes, pour le moins surréaliste tant le rendu fait illusion, Clive Owen interagissant avec le président Franklin Delano Roosevelt et Nicole Kidman dialoguant avec Eleanor Roosevelt, illustrant ainsi, par l'image, l'amitié inconditionnelle qui unissait Martha Gellhorn, la correspondante de guerre et la First lady.
Enfin, Philip Kaufman, à l'image du procédé utilisé dans Henry et June, accorde la parole à Martha Gellhorn pour être la narratrice de leur histoire d'amour. L'usage de la narration ultérieure fait comprendre au spectateur que c'est au travers de la seule perception de son propre vécu qu'elle donne vie à Hemingway. L'image d'Hemingway apparait, dès lors, moins grandiloquente, moins invasive, laissant plus de place au développement des multiples facettes de la personnalité de Martha Gellhorn. Trop souvent limitée à son rôle de 3e épouse, le réalisateur a voulu, effectivement lui rendre hommage et rappeler combien elle avait été précieuse par le travail qu'elle a fourni tout au long de sa vie. Rappelons en substance, qu'elle a été la première correspondante de guerre à débarquer à Omaha Beach durant le débarquement de Normandie en 1944, une des premières à entrer dans le camp de concentration de Dachau, à sa libération, s'est battue pour une image sans complaisance du métier de journaliste, etc. À 81 ans , elle est partie couvrir le conflit armé à Panama.

#### Décor et costumes
Il a convaincu les producteurs de HBO qu'une grande partie des scènes extérieures pouvait être tournée en Californie.« Même le célèbre  hôtel Florida de Madrid, le camp de base des correspondants de guerre a  été, en partie, recréé dans  - The 16th Street Train Station - une gare ferroviaire désaffectée, à Oakland en Californie ».
Pour les costumes, un des responsables des Costumes a réussi à dénicher des habits à la mode en Espagne, de cette époque. Toute l'équipe était ravie, nous avions soif d'authenticité. Conclura-t-il.

#### Son
Pat Jackson, responsable des effets sonores, relatera dans la presse que le plus important défit de ce film a été de mixer les sons de ces séquences documentaires issues des archives cinématographiques avec les bandes sonores des prises de vue du film.

## Sortie et accueil

### Critique
Le film reçoit un accueil mitigé avec beaucoup de critiques élogieuses pour l'interprétation de Martha Gellhorn par Nicole Kidman,.
Mark Rozeman, du Paste magazine, encense la présence scénique attrayante et puissante de Kidman, disant qu'elle a su, ici, interpréter le gauchisme idéaliste de Gellhorn, enthousiaste et naïf, sans fausse hypocrisie. En revanche, il a été moins positif au sujet de Clive Owen dans le rôle d'Ernest Hemingway, déclarant que bien qu'il ait su incarner l'extraordinaire charisme d'Hemingway - et certainement son tempérament légendaire -, sa prestation est souvent sapée par l'incapacité de l'acteur britannique à tenir son accent américain.
Jeremy Heilman de MovieMartyr.com, en accord avec l'opinion de Rozeman, ajoute que Kidman est forte dans l'incarnation de Martha Gellhorn, usant de sa prestance de star du cinéma démodée et glamour jusqu'à satiété. La performance d'Owen est par contre inconsistante, insipide à certains moments et extrêmement séduisante à d'autres.
Todd McCarthy de The Hollywood Reporter dit de Kidman qu'elle est incroyable dans certaines scènes et tout simplement excellente dans les autres. La plupart du temps, elle captive notre attention jusqu'à réduire le jeu scénique des autres acteurs à sa seule présence.
The New York Times précise que la caractérisation des personnages est un ratage décourageant débouchant sur un énorme et fade mélodrame historique construit sur des platitudes sur l'honneur et sur la vie de l'écrivain qui accumulent la fréquentation de personnages contemporains et les incidents mais fait peu pour les mettre en lumière, les expliquer, comme pour nous faire éviter de se soucier des réelles motivations de leur romance.
Vanity Fair, dans une veine similaire, observe que pour le réalisateur Philip Kaufman, « Aucune des critiques ne m'a tout à fait préparé à la maladie aliénante de 'Hemingway & Gellhorn'. » Reflexion très mal perçue, ils ont dit que Kaufman encourageait l' alcoolisme et qu'il s'était révélé être un imbécile.
The Huffington Post décrit le film comme une énorme occasion manquée, une époustouflante perte de temps et qu'il ne fallait pas être trompé par les noms prestigieux de l'affiche du film, que c'était un film stupide.
Sur le site Rotten Tomatoes le film reçoit 50 % d'évaluations positives selon leur outil d'évaluation TomatenMeter, avec une moyenne de 4.7/10, à partir d'un panel de huit critiques.
En France, la page "Clap8" de l'université de Paris 8 attribue au film une mention « Sélection déception ». Sans remettre en cause les acteurs, elle critique le scénario et les choix du réalisateur. Ainsi, le scénario dont les dialogues sont jugés inconsistants, met en lumière des amants évoluant entre « passion, excès et fausse bravoure, le tout ponctué de scènes de sexe improbables ». Pour ce site, le scénario ne respecte en rien les personnalités des deux protagonistes et les plonge dans une relation caricaturale et réductrice de Maître-élève, et le film est niais et ennuyeux.

### Distinctions artistiques
En 2012, le film a reçu deux nominations aux Primetime Emmy Awards : Meilleure composition, musicale et Meilleurs effets sonores.
En 2013, le film a reçu quinze nominations Emmy Awards dont deux Emmy Awards : Meilleure composition musicale et Meilleurs effets sonores.
En 2013, il sera décerné à Walter Murch pour Hemingway & Gellhorn, l'American Cinema Editors Award pour le Meilleur montage d'une Mini série ou film.
| Récompense                                     | Catégorie                                                                            | Liste des Nommés | Meilleur Résultat |
| ---------------------------------------------- | ------------------------------------------------------------------------------------ | --- | ----------------- |
| 17e Satellite Awards                           | Meilleure mini série ou film de télévision                                           | |                   |
| 17e Satellite Awards                           | Meilleur Acteur Mini série ou Film de Télévision                                     | Clive Owen | Nomination        |
| 17e Satellite Awards                           | Meilleure actrice mini série ou film de télévision                                   | Nicole Kidman | Nomination        |
| 19e Screen Actors Guild Awards                 | Meilleure performance d'un acteur dans une mini série ou film de télévision          | Clive Owen | Nomination        |
| 19e Screen Actors Guild Awards                 | Meilleure Performance d'une Actrice dans une Mini séries ou Film de Télévision       | Nicole Kidman | Nomination        |
| 28e TCA Awards                                 | Meilleure réalisation d'un Film, Mini séries et Autres                               | | Nomination        |
| 64e Primetime Emmy Awards                      | Meilleure mini série ou film                                                         | James Gandolfini, Alexandra E. Ryan, Barbara Turner, Peter Kaufman, Nancy Sanders, Trish Hofmann, and Mark Armstrong                                                 | Nomination        |
| 64e Primetime Emmy Awards                      | Meilleur Acteur Principal dans une Mini séries ou un Film                            | Clive Owen | Nomination        |
| 64e Primetime Emmy Awards                      | Meilleure Actrice Principale dans une Mini séries ou un Film                         | Nicole Kidman | Nomination        |
| 64e Primetime Emmy Awards                      | Meilleur second rôle masculin dans une Mini séries ou un Film                        | David Strathairn | Nomination        |
| 64e Primetime Emmy Awards                      | Meilleur Réalisateur dans une Mini séries, un Film or une Dramatique                 | Philip Kaufman | Nomination        |
| 64e Primetime Emmy Awards                      | Meilleur Directeur Artistique pour une Mini séries, Film, ou Autres                  | Jim Erickson, Nanci Noblett, and Geoffrey Kirkland | Nomination        |
| 64e Primetime Emmy Awards                      | Meilleur Photographe pour une Mini séries, Film ou Autres                            | Rogier Stoffers | Nomination        |
| 64e Primetime Emmy Awards                      | Meilleur Costume pour une Mini séries, Film ou Autres                                | Ruth Myers (costume designer) | Nomination        |
| 64e Primetime Emmy Awards                      | Meilleur Coiffeur pour une Mini séries, Film ou Autres                               | Frances Mathias et Yvette Rivas | Nomination        |
| 64e Primetime Emmy Awards                      | Meilleur Maquillage pour une Mini séries ou Film (A but non lucratif)                | Kyra Panchenko, Gretchen Davis, et Paul Pattison | Nomination        |
| 64e Primetime Emmy Awards                      | Meilleur Composition Musicale pour une Mini séries, Film ou Autres (Bande originale) | Javier Navarrete | Lauréat           |
| 64e Primetime Emmy Awards                      | Meilleur montage de pour une Mini séries, Film ou Autres                             | Walter Murch | Nomination        |
| 64e Primetime Emmy Awards                      | Meilleur effet sonore pour une Mini séries, Film ou Autres                           | Kim Foscato, Andy Malcolm, Casey Langfelder, Pete Horner, Joanie Diener, Goro Koyama, Steve Boeddeker, Pat Jackson, Douglas Murray, Andrea S. Gard, et Daniel Laurie | Lauréat           |
| 64e Primetime Emmy Awards                      | Meilleur Preneur de son pour une Mini séries, Film ou Autres                         | Douglas Murray, Pete Horner, Lora Hirschberg, et Nelson Stoll | Nomination        |
| 64e Primetime Emmy Awards                      | Meilleur effet visuel pour une Mini séries ou Film                                   | Nathan Abbot, Kip Larsen, Chris Morley, et Chris Paizis | Nomination        |
| 70e Golden Globe Awards                        | Meilleur Acteur – Mini séries ou film de Télévision                                  | Clive Owen | Nomination        |
| 70e Golden Globe Awards                        | meilleure actrice – Mini séries ou film de télévision                                | Nicole Kidman | Nomination        |
| Guilde des Directeurs de Récompense d'Amérique | Meilleur Direction – Film de Télévision                                              | Philip Kaufman | Nomination        |
| Guilde des Écrivains d'Amérique                | Meilleur scénario                                                                    | Jerry Stahl et Barbara Turner | Nomination        |

## Autour du film
2010 est une année particulière pour Philip Kaufman et son fils Peter, producteur, car ils venaient de perdre, un mois plus tôt, pour l'un, sa femme et pour l'autre, sa mère: Rose Kaufman, auteure de film accomplie, âgée de 70 ans, atteinte d'un cancer. Il venait de retenir Nicole Kidman, et s'est, malgré le chagrin et la perte, concentré sur le scénario qu'il avait revu entièrement avec son ami Jerry Stahl, tant il était résolu à faire ce film.
2011 voit la sortie du film de Woody Allen, Midnight in Paris dans lequel est brossé un portrait de Ernest Hemingway. Philip Kaufman mentionne qu'il n'a pas été affecté par l'annonce de la sortie du film en dépit de la présence du même personnage historique et de sa proximité avec la sortie d'Hemingway & Gellhorn. planifiée 1 an après. En fait, le portrait d'Hemingway incarné par Corey Stoll est génial. Il est rare de voir Hemingway dans ces premières années à Paris.